# Distrito de Thierstein
Thierstein é um distrito da Suíça, localizado no cantão de Soleura. Tem 102,28 km² de área e sua população em 2019 foi estimada em 14.747 habitantes. Sua sede é a comuna de Breitenbach.

## Comunas
Thierstein está composto por um total de 12 comunas:
- Bärschwil
- Beinwil
- Breitenbach
- Büsserach
- Erschwil
- Fehren
- Grindel
- Himmelried
- Kleinlützel
- Meltingen
- Nunningen
- Zullwil